# St. Martin (Ralingen)

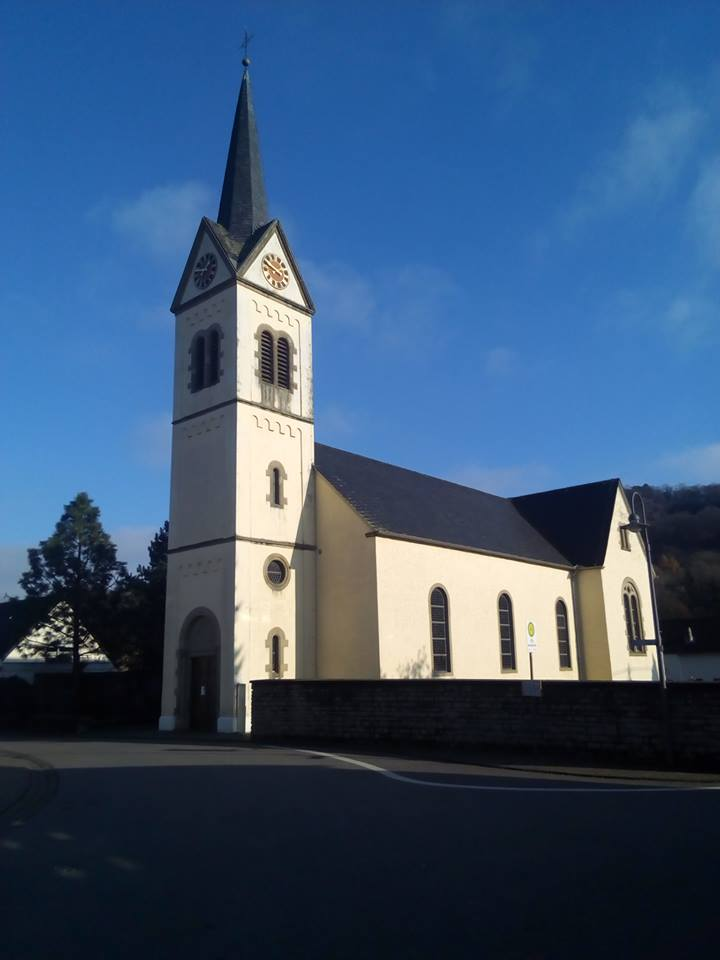
St. Martin in Ralingen

St. Martin ist die römisch-katholische Pfarrkirche von Ralingen im Landkreis Trier-Saarburg in Rheinland-Pfalz.
Das Bauwerk ist als Baudenkmal in die Liste der Kulturdenkmäler in Ralingen eingetragen und dem hl. Martin von Tours geweiht.

## Geschichte
Im Jahre 1236 wurde eine Kirche in Ralingen das erste Mal urkundlich erwähnt. Ursprünglich war die Ralinger Kirche ein romanischer Bau, welcher um das Jahr 1150 erbaut wurde. Diese Kirche wurde zum ersten Mal 1522 umgebaut. Eine weitere Umbaumaßnahme kam 1822 hinzu. Der größte Eingriff in die Kirche geschah jedoch in den Jahren 1895 und 1896 unter der Leitung des Luxemburger Architekten J. P. Knepper. Dabei wurde der romanische Ostturm abgetragen, an dessen Stelle ein neues Querschiff mit neuem Chor errichtet. Im Westen baute man an das alte Kirchenschiff den Westturm an. Diese Umbaumaßnahmen wurden im neuromanischen Baustil ausgeführt. So ist die Kirche heute ein einschiffiger Saalbau mit Westturm, Querhaus und Chor.

## Ausstattung
Von der Ausstattung sind besonders der neuromanische Hochaltar und der Ambo zu erwähnen. Der Ambo wurde aus Teilen eines 1517 geschaffenen Grabsteines geschaffen.
Ein Steinrelief von 1637 zeigt die Teilung des Mantels des hl. Martin von Tours (Pfarrpatron).

## Pfarrer
Folgende Priester wirkten bislang als Pfarrer in der Pfarre St. Martin:
| von – bis | Name                   |
| --------- | ---------------------- |
| 1806–1818 | Franz Xaver Frank      |
| 1818–1827 | Johann Baptist Richard |
| 1827–1845 | Heinrich Streit        |
| 1845–1846 | Johann Baptist Elsen   |
| 1848–1861 | Johann Brust           |
| 1861–1872 | Peter Peters           |
| 1872–1890 | Matthias Neyses        |
| 1893–1897 | Franz Tilmann          |
| 1900–1914 | Jakob Heintze          |
| 1914–1933 | Johann Leismann        |

| von – bis | Name                   |
| --------- | ---------------------- |
| 1933–1950 | Theodor Matthias Baatz |
| 1950–1967 | Thomas Schmitz         |
| 1968–1997 | Josef Maas             |
| 1997–2004 | Stephan Gerber         |
| 2004–2005 | Berthold Fuchs         |
| 2005–2011 | Wilhelm Reichardt      |
| 2011–2013 | Hermann Zangerle       |
| 2013–2015 | Markus Nicolay         |
| Seit 2015 | Franz-Josef Leinen     |